# Йовине, Франческо
Франческо Йовине (итал. Francesco Jovine; 9 октября 1902, Гуардьяльфьера, провинция Кампобассо, Италия — 30 апреля 1950, Рим) — итальянский писатель
-модернист и журналист.

## Биография
Родился в семье фермеров. В 1918 году окончил педагогическую школу. Учительствовал. Позже окончил университет Сапиенца в Риме.
Нетерпимый к господствующему фашистскому режиму, пришёл к марксизму и в 1937 году покинул Италию, чтобы преподавать в Тунисе и Каире до 1940 года. 
Член Итальянской коммунистической партии. 
Участник итальянского Движения Сопротивления во время Второй мировой войны 1939—1945 гг.
Вместе с Коррадо Альваро в 1945 г. основал союз писателей Sindacato Nazionale Scrittori.
В сборнике сатирических рассказов «Империя в провинции» (1945) разоблачается фашистская демагогия.
Лучшее произведение — роман «Земли Сакраменто» (1950), в котором показана борьба итальянского крестьянства за землю в период прихода фашизма к власти в 1920-е гг.
Как выдающеюся явление литературы неореализма, роман Ф. Йовине оказал влияние на её развитие.
Муж педагога Дины Бертони, дядя поэта и писателя Аугусто Мусчеллы.

## Награды
- Премия Виареджо (1950)

## Избранные сочинения в рус. переводе
- Земли Сакраменто, М., 1955.